# 威廉·霍姆斯
威廉·霍姆斯（英語：William Holmes，1936年1月14日—），英国男子自行车运动员。他曾代表英国参加1956年和1960年夏季奥林匹克运动会自行车比赛，其中1956年奥运会获得一枚银牌。